# Spinoloricus cinziae
Spinoloricus cinziae - вид лорицифер семейства Nanaloricidae отряда Nanaloricida, первый открытый вид животных, коим удаётся быть анаэробами на протяжении всего жизненного цикла.

## Место обитания
Гиперсолёный бескислородный подводный бассейн L'Atalante

## Морфология
В зрелом возрасте имеет ротовой конус с восемью оральными гребнями, шейкой с восемью одиночными и семью двойными трихоскалидами, а также лориальными пластинами с шипами, растущими по углам. Изображения электронного микроскопа показывают приспособленность клеточных внутренностей к отсутствию кислорода: митохондрии работают как гидрогеносомы некоторых анаэробных одноклеточных.